# Leucophylleae
Leucophylleae, tribus iz porodice strupnikovki, dio potporodice  Myoporoideae.
Sastoji se od tri roda američkih polugrmova, grmova i rjeđe drveća. 

## Opis
Tribus je opisan u Ann. Mag. Nat. Hist., ser. 2, 5: 252., 1850.

## Rodovi
1. Eremogeton Standl. & L.O.Williams (1 sp.)
2. Leucophyllum Humb. & Bonpl. (17 spp.)
3. Capraria L. (6 spp.)